# Dicranomyia waitakeriae
Dicranomyia waitakeriae là một loài ruồi trong họ Limoniidae. Chúng phân bố ở miền Australasia.